# Benavila e Valongo
Benavila e Valongo (oficialmente: União das Freguesias de Benavila e Valongo) é uma freguesia portuguesa do município de Avis, com 150,67 km² de área e 878 habitantes (censo de 2021). A sua densidade populacional é 5,8 hab./km².

## História
Foi constituída em 2013, no âmbito de uma reforma administrativa nacional, pela agregação das antigas freguesias de Benavila e Valongo e tem sede em Benavila.

## Demografia
A população registada nos censos foi:
| Distribuição da População por Grupos Etários | Distribuição da População por Grupos Etários | Distribuição da População por Grupos Etários | Distribuição da População por Grupos Etários | Distribuição da População por Grupos Etários | Distribuição da População por Grupos Etários |
| -------------------------------------------- | -------------------------------------------- | -------------------------------------------- | -------------------------------------------- | -------------------------------------------- | -------------------------------------------- |
| Antes da agregação                           |                                              |                                              |                                              |                                              |                                              |
| Ano                                          | 0-14 anos                                    | 15-24 anos                                   | 25-64 anos                                   | >= 65 anos                                   | Total                                        |
| 2001                                         | 125                                          | 141                                          | 600                                          | 472                                          | 1338                                         |
| 2011                                         | 112                                          | 148                                          | 458                                          | 400                                          | 1118                                         |
| Após a agregação                             |                                              |                                              |                                              |                                              |                                              |
| Ano                                          | 0-14 anos                                    | 15-24 anos                                   | 25-64 anos                                   | >= 65 anos                                   | Total                                        |
| 2021                                         | 99                                           | 72                                           | 366                                          | 341                                          | 878                                          |